# Wolfgang Sielaff
Wolfgang Sielaff (* 1942 in Hamburg) ist ein deutscher Kriminalist, der unter anderem erster Leiter des Landeskriminalamts Hamburg sowie stellvertretender Polizeipräsident der Stadt Hamburg war.

## Leben
Wolfgang Sielaff begann seine Karriere 1960 bei der Hamburger Polizei als Streifenpolizist im 16. Polizeirevier auf St. Pauli und wechselte 1967 zur Kriminalpolizei, wo er stellvertretender Leiter des Kriminalkommissariats  wurde. Ende der 1970er Jahre wirkte Sielaff als Dozent für Kriminalistik und wurde 1978 Leiter des Rauschgiftdezernats. 1980 bis 1981 leitete er eine Sonderkommission, die untersuchte, ob es in Hamburg organisierte Kriminalität gebe. Ab 1982 baute Sielaff die erste Dienststelle (Fachdirektion 65) für Organisierte Kriminalität (OK) in Deutschland auf und wurde ihr Leiter. Mitte der 1980er Jahre etablierte er in Hamburg ein Zeugenschutzprogramm. 1989 wurde er mit der Leitung des neu gegründeten Landeskriminalamts Hamburg betraut, in das die Fachdirektion 65 als Abteilung Organisierte Kriminalität integriert wurde. 1997 wurde Sielaff Landespolizeiinspekteur und damit als Leiter der Landespolizeiinspektion oberster Polizist der Hansestadt Hamburg, zugleich durch das Amt Vizepräsident und Stellvertreter des Polizeipräsidenten Hamburgs. Insgesamt dreimal war er als Vertreter des Präsidenten kommissarischer Leiter der Hamburger Polizei, jeweils bis zur Neubesetzung des Amtes des Polizeipräsidenten, welches in Hamburg von einem politischen Beamten bekleidet wird.
Nach seiner Pensionierung 2002 engagierte er sich in der Hilfsorganisation Weißer Ring. Von 2004 bis 2014 war er Vorsitzender des Landesverbands Hamburg, außerdem ist er Mitglied des Vorstandes der Weißer-Ring-Stiftung. 2025 erhielt Sielaff das Bundesverdienstkreuz am Bande.

## Vermisstensuche
Im Sommer 1989 verschwand Wolfgang Sielaffs Schwester Birgit Meier, die im Landkreis Lüneburg lebte. Nach seiner Pensionierung im Jahr 2002 betrieb Sielaff die Suche in Eigenregie weiter. Dazu bildete er ein eigenes Team mit dem Leiter der Rechtsmedizin in Hamburg, Klaus Püschel, dem Strafverteidiger Gerhard Strate und weiteren Fachleuten, das den Fall neu aufrollte. 2013 fand Sielaff bei einer Nachsuche in einem ehemaligen Zimmer des mutmaßlichen Serienmörders Kurt-Werner Wichmann Videokassetten der Aktenzeichen-XY-Sendungen zu den Göhrde-Morden und Zeitungsausschnitte dazu. 2015 konnte Sielaff erreichen, dass bei der Polizei in Lüneburg eine neue Sonderkommission eingerichtet wurde, die den Fall Birgit Meier untersuchte. Später erhielt Sielaff vom neuen Eigentümer des Anwesens Wichmanns die Erlaubnis, in der Garage des Hauses Grabungen durchzuführen. Am 27. September 2017 entdeckte das Grabungsteam unter der ungewöhnlich flachen Montagegrube der Garage menschliche Knochen. Eine DNA-Analyse ergab, dass es sich um die sterblichen Überreste der vermissten Birgit Meier handelte. Der bereits 1993 durch Suizid verstorbene Wichmann ist mit hoher Wahrscheinlichkeit auch der Täter der Göhrde-Morde, die sich ebenfalls im Sommer 1989 in der Nähe von Lüneburg ereigneten.